# Едита Горњак
Едита Ана Горњак (пољ. Edyta Anna Górniak; 14. новембар 1972) пољска је музичарка и певачица. Представљала је своју земљу на Евровизији 1994. са песмом To nie ja!, достигавши 2. место од 25 земаља учесница.

## Дискографија

### Соло албуми
- "Dotyk" (1995)
- "Edyta Górniak" (1997)
- "Kiss me, feel me" (1997)
- "Live '99" (1999)
- "Perła" (2002)
- "Invisible" (2003)
- "E.K.G" (2007)
- "Zakochaj się na Święta w kolędach" (2008)
- "My" (2012)